# Haslen AI
| AI ist das Kürzel für den Kanton Appenzell Innerrhoden in der Schweiz. Es wird verwendet, um Verwechslungen mit anderen Einträgen des Namens Haslen zu vermeiden. |

Haslen ist eine Ortschaft im Bezirk Schlatt-Haslen im Kanton Appenzell Innerrhoden in der Ostschweiz. Haslen liegt auf der rechten Seite im Tal der Sitter zwischen Appenzell und Teufen.

## Geschichte
Haslen wurde im 13. Jahrhundert als Haslowe erstmals erwähnt. Die Bedeutung des Namens geht auf eine Au oder wasserreiches Wiesland mit Haselstauden zurück. Die Bewohner von Ober- , Vorder-  und Hinterhaslen   sowie in der Ebni  am Sitterufer liessen 1648 bis 1650 die Kirche Unserer Lieben Frau bauen, eine Filiale von Appenzell. 1666 erfolgte die Gründung der eigenständigen Pfarrei Haslen. Die schon im 17. Jahrhundert oft besuchte Wallfahrtskirche Maria Hilf wurde 1901 von August Hardegger durch einen neuromanischen Bau ersetzt. Seit 1968 gehören auch die Katholiken von Stein und Hundwil zur Pfarrei.
Haslen entwickelte sich zu einem Dorf mit eigener Feuerschau- und Schulgemeinde. Die Feuerschaugemeinde trennte sich 1895 von der Kirchgemeinde. 1910 wurde sie aufgehoben. Am östlichen Hang des Böhl  sowie im Süden um das 1969 errichtete Schulhaus und an der Kantonsstrasse (Vordergass, Oberbüel) bildeten sich ab 1950 neue Wohnquartiere.

## Verkehr
Mit Appenzell ist Haslen seit 1882 durch eine Strasse verbunden. In der anderen Richtung führt die Kantonsstrasse über die Rotbachbrücke nach Teufen. Im öffentlichen Verkehr wird Haslen von der Postautolinie Eggerstanden–Appenzell–Teufen bedient.

## Kirche Maria Hilf
Um die Wende des 16. Jahrhunderts bestand in Haslen der Wunsch nach einer eigenen Kirche. 1648 wurde der Platz für die neue Kirche bestimmt, 1649 war die Grundsteinlegung. Im gleichen Jahr trafen bereits drei alte Glocken aus Konstanz ein, obwohl der Glockenturm erst 1650 vollendet wurde. 1649 wurde in der Kirche die erste heilige Messe gelesen, 1657 wurde sie eingeweiht. 1901 wurde die Kirche abgebrochen und durch die heutige neuromanische Kirche ersetzt. In der Wallfahrtskirche Maria Hilf befindet sich ein Gemälde der Muttergottes mit Kind, eine Kopie der Passauer Madonna. Das Bild wurde 1649 in einer Prozession von Appenzell in das damals neue Gotteshaus getragen.

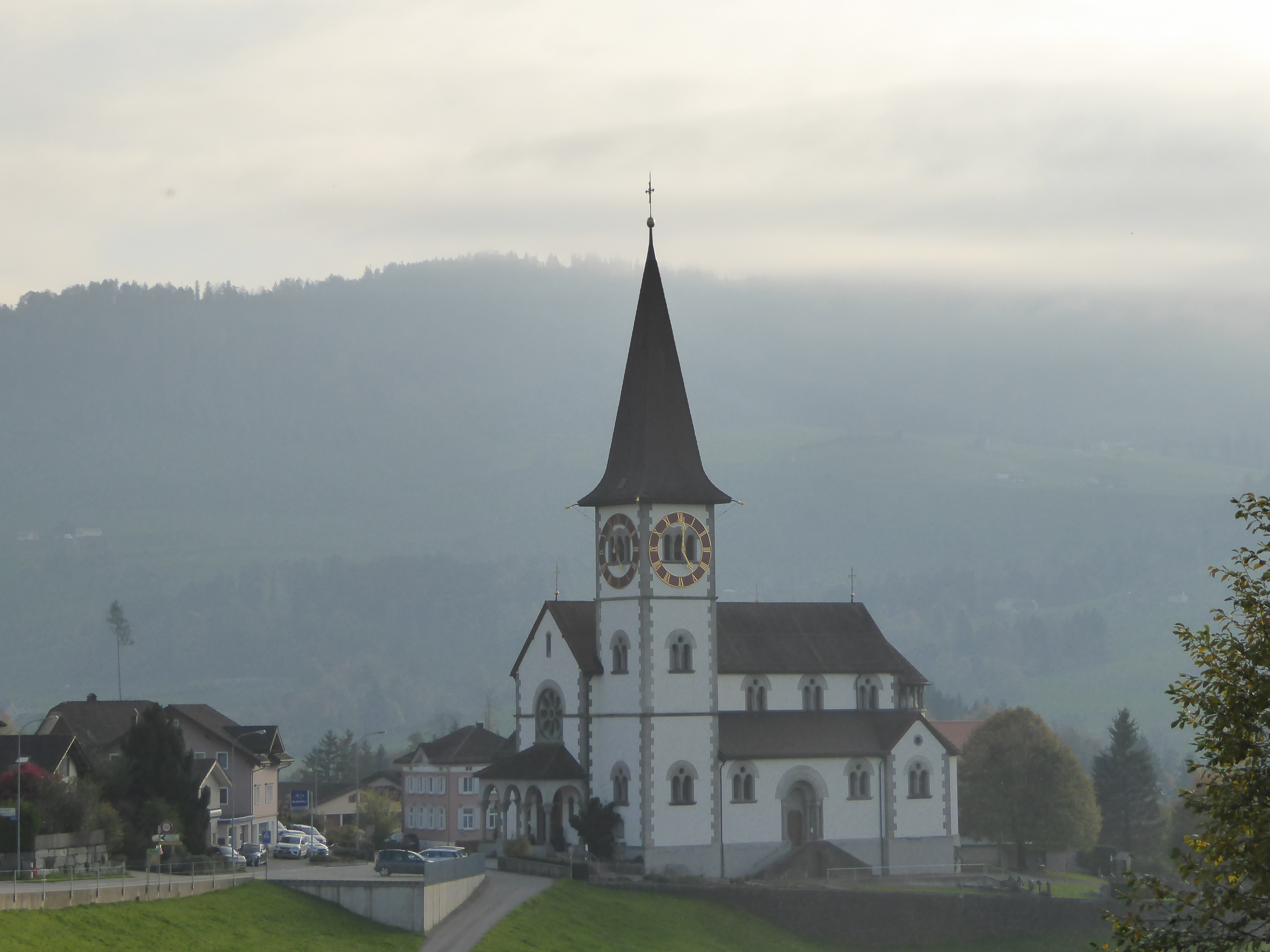
Blick von Norden auf die Kirche
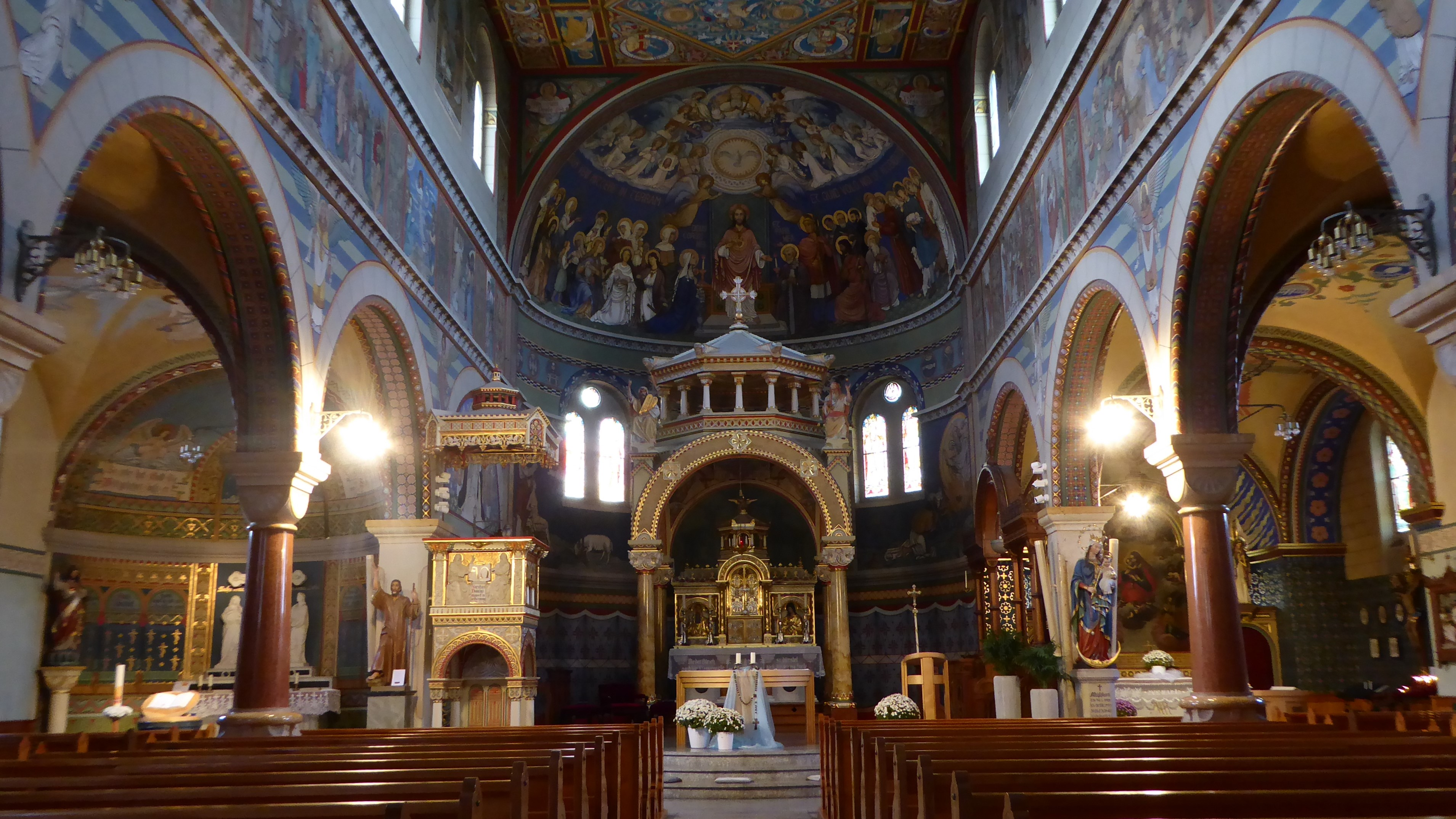
Innenraum
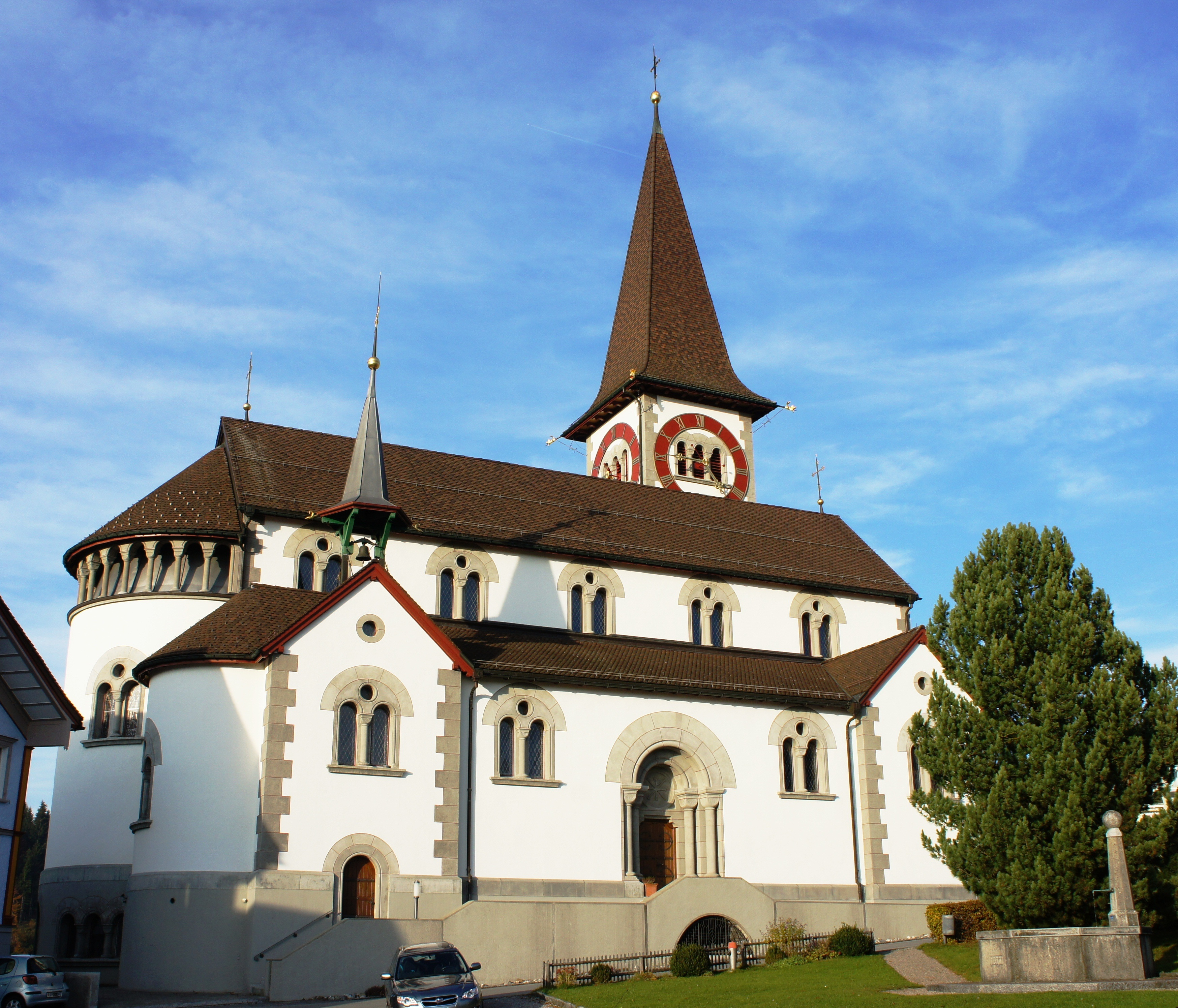
Blick von Süden

## Persönlichkeiten
- Franz Anton Heim (1830–1890), in Haslen geborener Maler

## Trivia
Auf dem Gebiet von Haslen liegt der Mittelpunkt des Kantons Appenzell Ausserrhoden.